# Fjällstuga 65

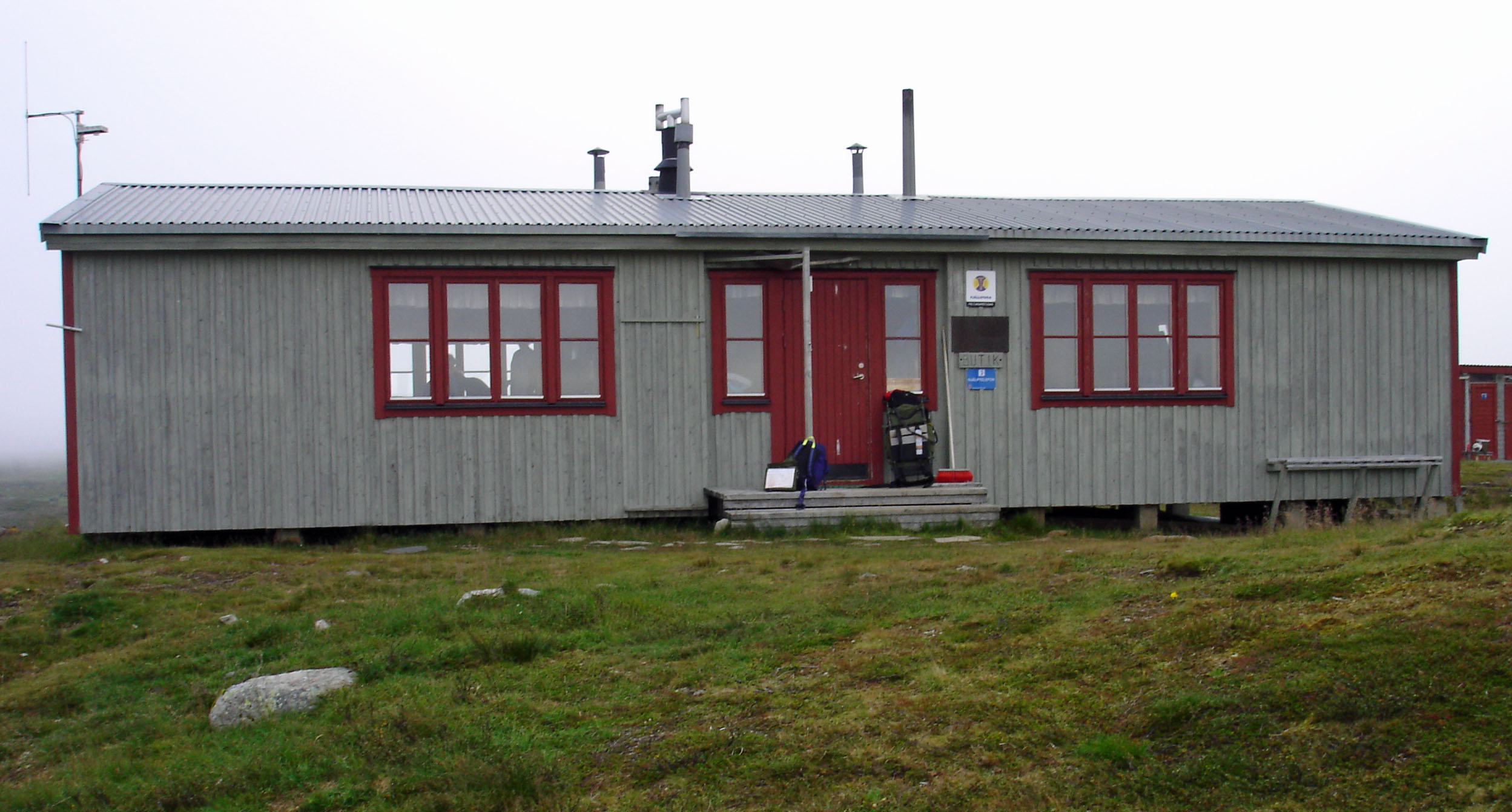
Fältjägaren fjällstuga

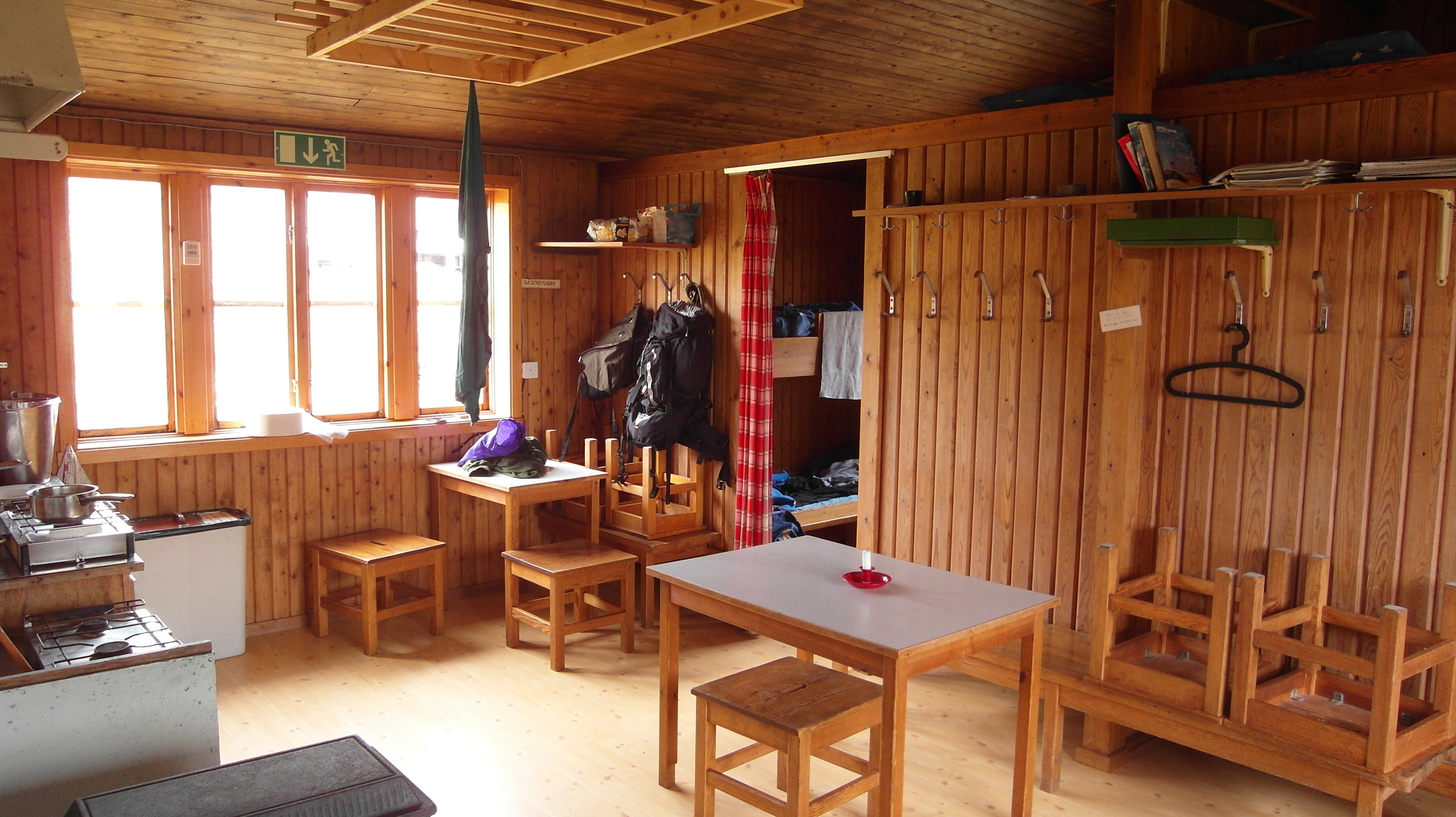
Interiör från en Fjällstuga 65 på Gåsen.

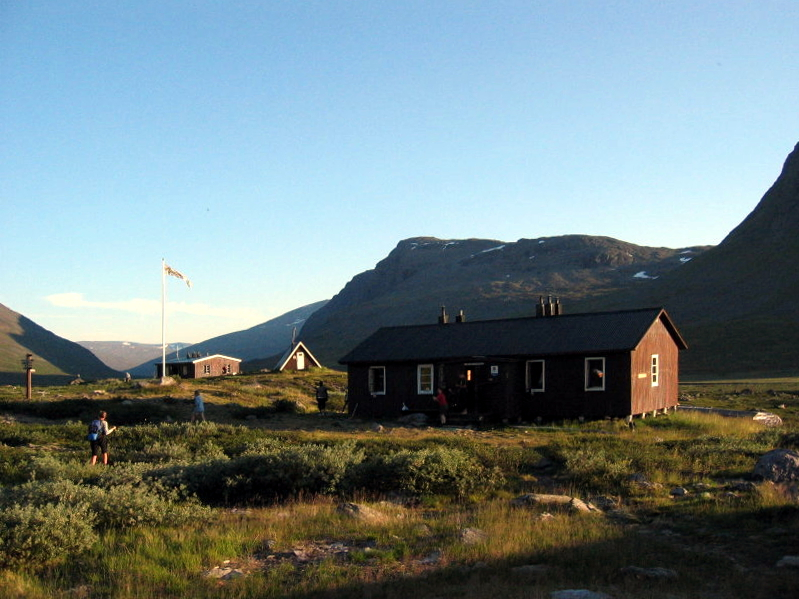
Fjällstugor i Singi, med Fjällstuga 65 i bakgrunden

Fjällstuga 65, ibland kallad Abrahamssonstugan, är ett typhus för Svenska Turistföreningen, som ritats av Tore Abrahamsson.
Domänverket engagerade i början av 1960-talet Tore Abrahamsson för att utarbeta en större stugmodell för övernattningar i Padjelanta nationalpark, men valde i stället en mindre stugmodell. Svenska Turistföreningens direktör Halvar Sehlin tog i stället över idén och Turistföreningen uppförde över en tioårsperiod stugor enligt modell Fjällstuga 65 på 21 platser. Abrahamssons ritningar för Turistföreningen är daterade 16 januari 1965.
Den ersatte som prototyphus närmast den mindre stugmodell, som John Åkerlund utvecklade 1916, (uppdaterade ritningar 1924 och 1933). Åkerlunds stuga finns dock kvar på vissa platser, och bland annat Anarisstugan är ett exempel på en sådan.

## Utformning
Stugan är ungefär 15 meter lång och 6,5 meter bred. Den har 20 sängar för gäster. Den är ritad som parstuga med en ingång mitt på ena långsidan och har två stora dagrum med vardera två sovhytter med 5 sovplatser. Stugvärden har ett separat mindre rum.

## Utplacerade Fjällstuga 65
- Akkastugorna 1965 och 1968
- Aktsestugan 1965
- Fältjägaren fjällstuga 1965
- Gåsenstugan 1967 (stängdes ner september 2023)
- Helags fjällstation 1967 (finns ej kvar sedan stationen byggdes om 1983)
- Hukejaure 1967
- Kutjaure 1968
- Nallostugan 1968
- Njunjesstugan i Tarradalen 1965
- Pårte 1965
- Rogen 1968 (stugan brann ner 2000)
- Skedbro 1968
- Singistugan 1972
- Sitojaure 1965 (stugan brann ner 1998)
- Storrödtjärnstugan 1973
- Tarrekaisestugan på Padjelantaleden 1973
- Vaisaluokta 1968
- Vistasstugan i Vistasvagge, 1972
- Vålåstugan 1967